# James Ax
James Ax   (10 de gener de 1937 - 11 de juny de 2006) fou un matemàtic estatunidenc que va fer contribucions innovadores en àlgebra i teoria de nombres utilitzant la teoria de models. Va compartir, amb Simon B. Kochen, el 7è Premi Cole en Teoria de Nombres, que va ser atorgat per una sèrie de tres articles conjunts.

## Educació i carrera
James Ax es va graduar al Peter Stuyvesant High School de Nova York i després a la Universitat Politècnica de Brooklyn. Es va doctorar a la Universitat de Califòrnia, Berkeley, el 1961, sota la direcció de Gerhard Hochschild, amb una dissertació sobre The Intersection of Norm Groups. Després d'un any a la Universitat Stanford, es va incorporar a la facultat de matemàtiques de la Universitat de Cornell. Va passar l'any acadèmic 1965–1966 a la Universitat Harvard amb una beca Guggenheim. El 1969, es va traslladar de Cornell al departament de matemàtiques de la Universitat de Stony Brook i va romandre a la facultat fins a 1977, quan es va retirar de la seva carrera acadèmica. El 1970 va ser ponent convidat a l'ICM a Niça amb la xerrada Transcendence and differential algebraic geometry. En la dècada de 1970 va treballar en els fonaments de la física, incloent una axiomatització de l'espaitemps i les propietats teòriques de grup dels axiomes de la mecànica quàntica.
En la dècada de 1980, va fundar al costat de James Simons una empresa de finances quantitatives, Axcom Trading Advisors, que posteriorment va ser adquirida per Renaissance Technologies i rebatejada com Medallion Fund.
A principis de la dècada de 1990, Ax es va retirar de la seva carrera financera i se'n va anar a San Diego, on va seguir estudiant els fonaments de la mecànica quàntica i també va assistir, a la Universitat de Califòrnia a San Diego, a cursos de escriptura d'obres de teatre i guions. El 2005 va completar el guió d'un thriller titulat Bots.
La Biblioteca Ax del Departament de Matemàtiques de la Universitat de Califòrnia a San Diego alberga els seus llibres de matemàtiques.

## Personal
Ax és el pare del cosmòleg estatunidenc Brian Keating. Després que Ax i la seva dona es divorciessin, ella es va tornar a casar amb un home anomenat Keating, i el jove Brian va adoptar el nom del padrastre. Keating va explicar (en 2020) que ell i el seu pare no havien estat units durant la seva infància; el seu pare solia fer broma dient que «no m'importen els nens fins que aprenen àlgebra».

## Publicacions seleccionades
- Ax, James «The intersection of norm groups». Transactions of the American Mathematical Society, 105, 3, 1962, pàg. 462–474. DOI: 10.1090/s0002-9947-1962-0141651-2.
- Ax, James «A field of cohomological dimension 1 which is not C1». Bulletin of the American Mathematical Society, 71, 5, 1965, pàg. 717–718. DOI: 10.1090/s0002-9904-1965-11354-4.
- Ax, James «On the undecidability of power series fields». Proceedings of the American Mathematical Society, 16, 4, 1965, pàg. 846. DOI: 10.1090/s0002-9939-1965-0177890-2.
- Ax, James «Proof of some conjectures on cohomological dimension». Proceedings of the American Mathematical Society, 16, 6, 1965, pàg. 1214–1221. DOI: 10.1090/s0002-9939-1965-0188263-0.
- Ax, James «On the units of an algebraic number field». Illinois Journal of Mathematics, 9, 4, 1965, pàg. 584–589. DOI: 10.1215/ijm/1256059299.
- Ax, James «Solving diophantine problems modulo every prime». Annals of Mathematics, 85, 2, 1967, pàg. 161–183. DOI: 10.2307/1970438. JSTOR: 1970438.
- Ax, James «The elementary theory of finite fields». Annals of Mathematics, 88, 2, 1968, pàg. 239–271. DOI: 10.2307/1970573. JSTOR: 1970573.
- Ax, James «Zeros of polynomials over local fields—The Galois action». Journal of Algebra, 15, 3, 1970, pàg. 417–428. DOI: 10.1016/0021-8693(70)90069-4.
- Ax, James «On Schanuel's conjectures». Annals of Mathematics, 93, 2, 1971, pàg. 252–268. DOI: 10.2307/1970774. JSTOR: 1970774.